# زمکان

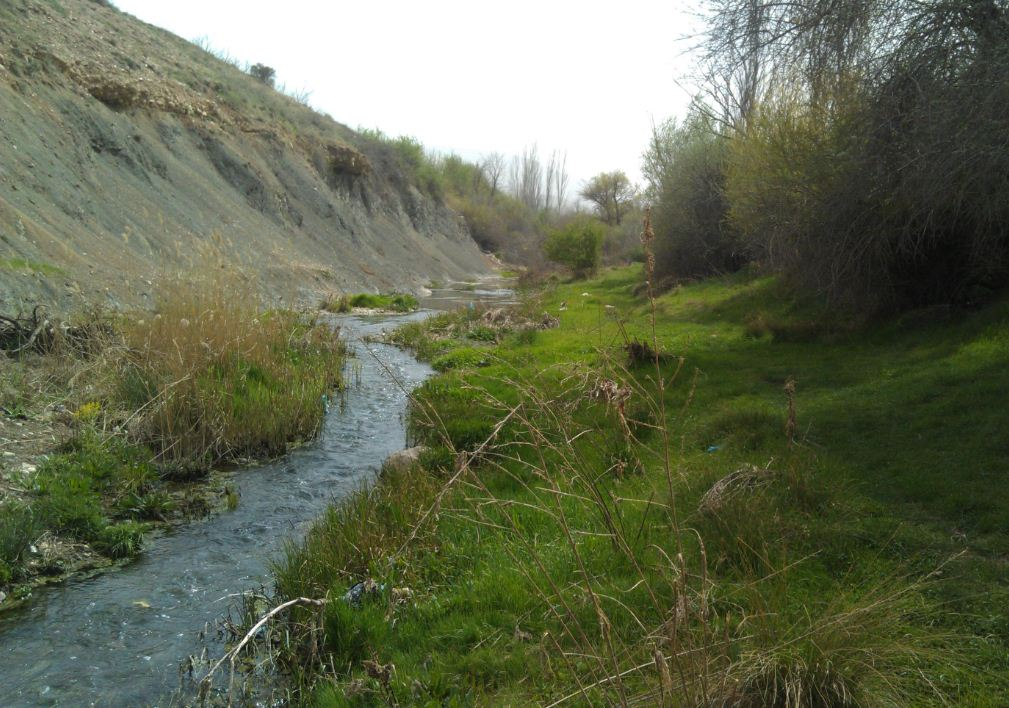
نگاره‌ای از سرچشمه‌های اولیه رود زمکان، در باغات شهر گهواره

زمکان یا زیمکان رودخانه‌ای است در غرب ایران در استان کرمانشاه که به عراق منتهی می‌شود. بر روی رود زمکان در بخش گهواره در شهرستان دالاهو سدی به نام سد آزادی ساخته شده‌است.